# Anscavallo

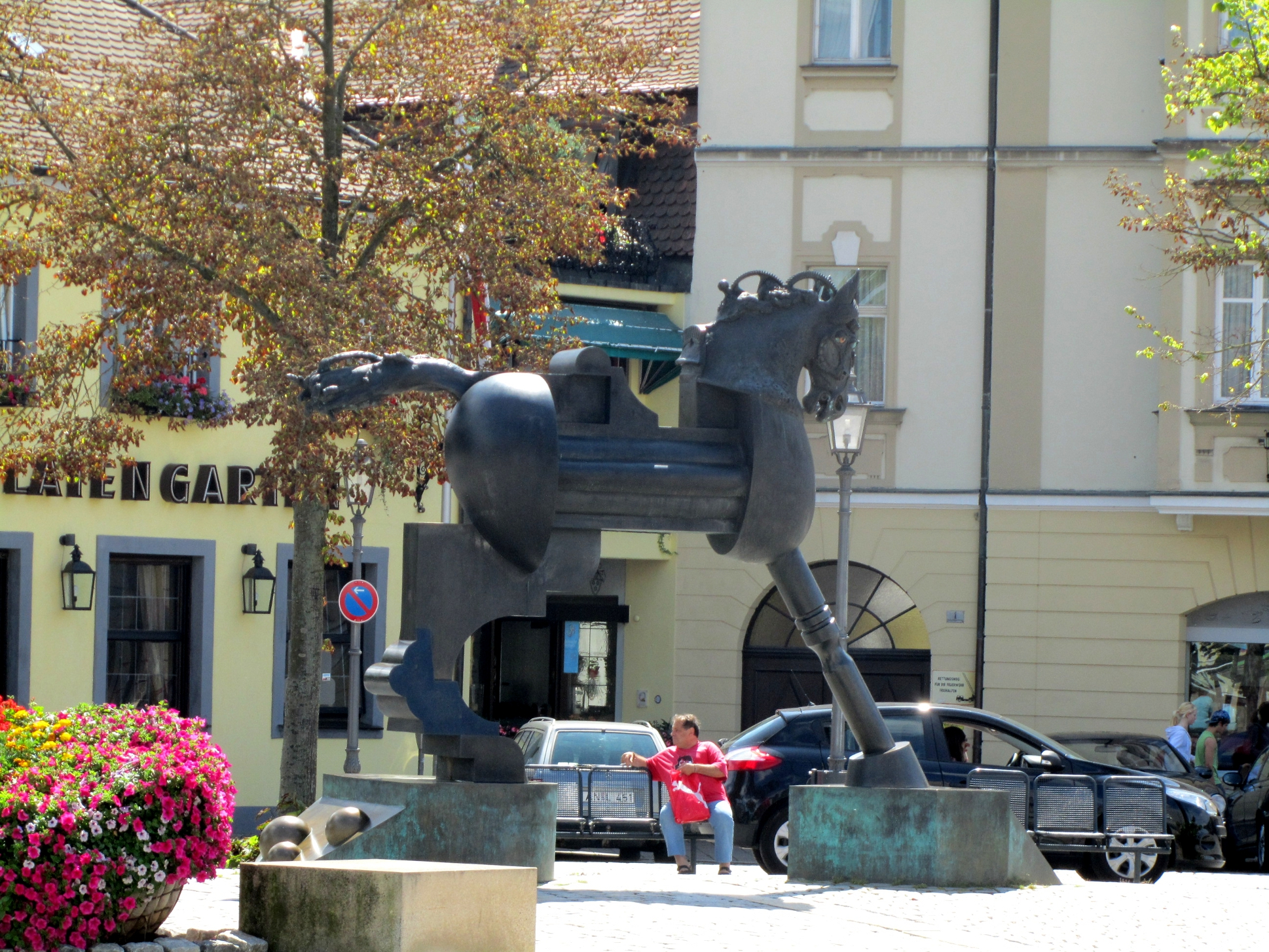
Das Anscavallo im Sommer 2011

Das Anscavallo ist eine Skulptur, die sich auf dem Ansbacher Schlossplatz befindet. Erbaut wurde sie von Bildhauer Jürgen Goertz. Dieser stellte die Plastik infolge eines Ideen-Wettbewerbs zur Gestaltung des Platzes nahe dem Haupteingang der Residenz am 25. Juli 1993 auf. Der Name besteht aus Ans- als Wortbestandteil von Ansbach und -cavallo, was im Italienischen Pferd bedeutet und zudem auch auf die Kavallerie hindeuten soll.
Es ist das größte von mehreren Kunstwerken auf dem Schlossplatz; daneben befinden sich noch zwei Wartehäuschen mit Flugente auf dem Dach, sowie der Ansbachchantin, ein Brunnen, der eine Amazonin beim Weingenuss sowie darum herum verschiedene Räder als Symbol für den regen Verkehr zeigt.

## Gestaltung
Das Gesamtbild der Skulptur stellt ein Pferd aus Bronze dar, das auf zwei separaten Sockeln steht. Das einzige Vorderbein besteht aus einer gedrechselten Stange, darüber schließt sich die eiförmige Brust, der schwanenartige Hals und der dreiäugige Kopf an; die Mähne besteht aus Zahnradteilen. Hinter dem näherungsweise geringelt-zylinderförmigen Bauch befindet sich das füllige Gesäß, der zerzauste Schwanz aus gegossenem Rebholzhaar und schließlich das Doppelstandbein mit dem barockartigen Profil. Ein After lässt sich aufgrund der am hinteren Basiselement angebrachten, goldfarbenen Pferdeäpfel erahnen.
Die Plastik steht im vorderen Teil für die Technik, im hinteren Teil aufgrund seiner realitätsnaheren Gestaltung für die Natur. Ebenso erinnert sie an barocke Reitpferde oder an das Steckenpferd Kaspar Hausers. Des Weiteren verweist das Anscavallo auf das damalige Ansbach als Garnisonsstadt und die Verbindung zwischen Tradition und Moderne.

## Kritik
Das Anscavallo wurde in der Öffentlichkeit kontrovers diskutiert und teils kritisch aufgenommen, bis hin zu Bestrebungen, die Skulptur wieder abbauen zu lassen.